# اکومادان
اکومادان (به لاتین: Akomadan) یک منطقهٔ مسکونی در غنا است که در منطقه آشانتی واقع شده‌است.

## خصوصیات
اکومادان ۳۸۹ متر بالاتر از سطح دریا واقع شده‌است.